# Selčiansky potok (přítok Hronu)
Selčiansky potok je potok na horním Pohroní, protéká územím okresu Banská Bystrica a zároveň východní částí území města Banská Bystrica. Je to pravostranný přítok Hronu a měří 10,5 km. Na horním toku protéká Selčianskou dolinou.
Pramen: v Starohorských vrších na jižním svahu Jelenské skály (1 153,3 m n. m.) v nadmořské výšce kolem 950 m n. m.
Směr toku: na horním toku na jihojihovýchod, na dolním toku převážně na jih, mezi obcemi Selce a Kynceľová na jihojihozápad
Geomorfologické celky: 1.Starohorské vrchy, 2.Zvolenská kotlina, podsestava Bystrické podolie
Přítoky: zprava přítok zpod Malého diela (934,9 m n. m.), Nemčiansky potok, zleva přítok z jižního úpatí Rovní (856,2 m n. m.) a zpod Úkladů (572,6 m n. m. )
Ústí: do Hronu u města Banská Bystrica (u městské části Majer) v nadmořské výšce kolem 349 m n. m.
Obce: Selce, odděluje obec Kynceľová na pravém břehu od městské části Senica na levém břehu